# António MR Martins
António MR Martins (Lisboa, 27 de novembro de 1955) é um poeta e contista português que é membro da Associação Portuguesa de Escritores (APE) e do Grupo Poético de Aveiro (GPA).
É contra o Acordo Ortográfico de 1990, tendo inclusive assinado a Petição Cidadãos contra o Acordo Ortográfico de 1990, criada pelo realizador António-Pedro Vasconcelos em 2017, declarando essa oposição juntamente com nomes de vulto da literatura portuguesa como Manuel Alegre, Agustina Bessa-Luís, Gonçalo M. Tavares, Gastão Cruz, Mário Zambujal ou António Lobo Antunes, entre muitos outros.

## Biografia
Com raízes beirãs em Góis por parte de pai e mãe, nasceu em 1955, em Lisboa, onde residiu cerca de 30 anos, passando, depois, a morar na periferia da capital. Atualmente, reside em Ansião, distrito de Leiria.
Concluiu os estudos secundários na Escola Comercial Patrício Prazeres, na Escola Secundária Veiga Beirão e na Escola Secundária Passos Manuel, nestas duas últimas em ensino noturno. Frequentou a Licenciatura em Línguas e Literaturas Modernas, variante Estudos Portugueses, na Faculdade de Letras da Universidade de Lisboa, curso que não terminou.
Foi júri do II Concurso de Poesia da Associação Cultural DRACA de Palmela, em 2012.
Coordenou, a primeira "Antologia de Poetas Portugueses", na Roménia, da Bibliotheca Universalis, lançada em Dezembro de 2016 e dirigiu a coletânea de poesia "Rio das Pérolas", editada em Macau com a chancela da Ipsis Verbis, em 2020. Alguns dos seus poemas foram traduzidos para castelhano, inglês, romeno e chinês.
Participou no 6.º Festival Literário de Macau – Rota das Letras, em 2017, e foi homenageado pelo grupo Asas de Poesia, na Biblioteca Municipal da Maia, em tertúlia de poesia, também no mesmo ano.
Foi autor convidado no 1.º Encontro de Autores do Norte do Distrito de Leiria, na Biblioteca Municipal de Alvaiázere, 2017, e participou na "Revista Poesia 2018", no Rio de Janeiro, Brasil.
Colabora ou colaborou com diversa imprensa escrita, maioritariamente regionalista, com destaque para o Jornal de Arganil, O Varzeense, Horizonte, Jornal Povo de Portugal, Jornal de Oleiros ou Hoje Macau, bem com a revista romena de literatura Orizont Literar Contemporan e com a revista trimestral sobre escrita A Chama.

## Livros
- 2009 - “Ser Poeta”, Coimbra, Temas Originais ISBN 978-989-82610-1-4
- 2009 - “Quase do Feminino”, Coimbra, Temas Originais ISBN 978-989-8261-47-2
- 2010 - “Foz Sentida”, Coimbra, Temas Originais ISBN 978-989-8261-90-8
- 2011 - “Águas de Ternura”, Coimbra, Temas Originais ISBN 978-989-688-043-9
- 2011 - “Máscara da Luz”, Coimbra, Temas Originais ISBN 978-989-688-083-5
- 2014 - “Margem do Ser”, Coimbra, Temas Originais ISBN 978-989-688-200-6
- 2015 - “De Soslaio”, Coimbra, Temas Originais ISBN 978-989-688-230-3
- 2015 - “Severo Destino”, Coimbra, Temas Originais
- 2016 - “Porta Entreaberta”, Coimbra, Temas Originais
- 2016 - “Empresta-me a Palavra”, Lisboa, Chiado Editores ISBN 978-989-51-8339-5
- 2018 - “O tempo também arde”, Almada, Emporium Editora ISBN 978-989-8904-36-2
- 2019 - “Juízos na noite”, coleção Entre Versos, Lisboa, In-Finita ISBN 978-989-54533-1-3
- 2020 - “Colisão”, Almada, Emporium Editora ISBN 978-989-90343-0-3[11]
- 2023 - “Luz numa folha de papel em branco”, Lisboa, MoDocromia ISBN 978-989-35011-9-1[12]

Participou em diversas coletâneas e antologias poéticas, de onde se destaca a coleção "Sob Epígrafe" com tributos a José Craveirinha, Temas Originais (2012); a José Carlos Ary dos Santos, Temas Originais (2014), a Mário de Sá-Carneiro, Temas Originais (2014), a Camilo Pessanha, Temas Originais (2017) e a Sophia de Mello Breyner Andresen, Temas Originais (2019).

## Prémios e outras distinções
- 1993 - 1.º Prémio do Concurso de Poesia da Feira do Livro da Amadora
- 2011 - Menção Honrosa no 1.º Concurso de Poesia do Rotary Club de Palmela
- 2011 - Menção Honrosa no I Concurso de Poesia da Associação Cultural DRACA, em Palmela
- 2011 - Menção Honrosa no 3.º Concurso “Poetizar o Mundo”, na modalidade Minimalista, no Brasil
- 2011 - Menção Honrosa no XVI Concurso de Poesia da APPACDM, de Setúbal
- 2012 - Menção Honrosa na 8.ª Edição do concurso poético Jogos Florais de Tondela, na modalidade de Quadra
- 2013 - Menção Honrosa no II Concurso Internacional de Contos e Poesia, promovido pela Confraria Cultural Brasil-Portugal, Contos - Prémio Machado de Assis
- 2013 - Menção Honrosa nos XXI Jogos Florais do Outono, na categoria de “Poesia Obrigada a Mote”, em Monforte
- 2014 - 2.º Prémio no XIX Concurso de Poesia da APPACDM, de Setúbal
- 2022 - Menção honrosa na 2.ª edição do Prémio A-Má, na categoria de Conto, em Macau[13]